# Iso-Valkeainen (sjö i Suomussalmi, Kajanaland)
Iso-Valkeainen är en sjö i kommunen Suomussalmi i landskapet Kajanaland i Finland. Sjön ligger 218,3 meter över havet. Den är 10,3 meter djup. Arean är 37 hektar och strandlinjen är 3,04 kilometer lång. Sjön  ingår i Uleälvens huvudavrinningsområde.   Den ligger omkring 120 kilometer nordöst om Kajana och omkring 570 kilometer nordöst om Helsingfors. 
Iso-Valkeainen ligger norr om Holstinjärvi. Öster om Iso-Valkeainen ligger Alanteenjärvi. 